# Las 13 rosas (película)
Las 13 rosas es un drama histórico español de 2007 dirigido por Emilio Martínez-Lázaro.

## Argumento
Trece jóvenes, en realidad inocentes, fueron detenidas un mes después de terminar la guerra civil española.
El 3 de agosto de 1939 fueron juzgadas a puerta cerrada, acusadas de repartir folletos poco antes de la entrada de las tropas franquistas en Madrid, en marzo de ese mismo año. En el juicio se les condenó a morir en un plazo de setenta y dos horas; antes de cumplirse el plazo, el 5 de agosto, fueron fusiladas. Tenían entre 18 y 29 años. En aquellos días, la mayoría de edad para las mujeres estaba fijada a los 23 años (21 en el caso de los varones), por lo que nueve de las trece eran menores, pero fueron juzgadas a través de la Ley de Responsabilidades Políticas, en la que se rebajaba la edad a los 14 años. Desde entonces, se las conoce como las Trece Rosas.
Habían pedido morir junto a otros compañeros que iban a ser fusilados ese día, pero sus verdugos no accedieron a concederles ese último deseo. Las jóvenes fueron conducidas a la capilla. Allí les autorizaron a escribir una carta a sus familiares. Consolaron a las otras reclusas que lloraban, asegurando que se sentían felices de dar su vida por una causa justa. Cuando vinieron sus verdugos, las trece salieron gritando: «¡Viva la República!».

## Reparto
- Pilar López de Ayala como Blanca Brisac Vázquez
- Verónica Sánchez como Julia Conesa Conesa
- Gabriella Pession como Adelina García Casillas
- Marta Etura como Virtudes González García
- Nadia de Santiago como María del Carmen Cuesta Rodríguez
- Teresa Hurtado de Ory como Victoria Muñoz García
- Bárbara Lennie como Dionisia Manzanero Salas
- Alba Alonso como Ana López Gallego
- Celia Pastor como Martina Barroso García
- Silvia Mir como Carmen Barrero Aguado
- Sara Martín como Pilar Bueno Ibáñez
- María Cotiello como Elena Gil Olaya
- Miren Ibarguren como Joaquina López Laffite
- Carmen Cabrera como Luisa Rodríguez de la Fuente
- Félix Gómez como Perico
- Fran Perea como Teo
- Enrico Lo Verso como Cánepa
- José Manuel Cervino como Jacinto
- Asier Etxeandia como Enrique
- Alberto Ferreiro como Valentín
- Empar Ferrer como Suegra Cánepa
- Arantxa Aranguren como Manuela
- Luisa Martín como Dolores
- María Isasi como Trini
- Marta Aledo como Ángeles
- Nacho Fernández como Quique García Brisac
- Patrick Criado como Simón
- Benito Sagredo como Eutimio
- Raúl Jiménez como Damián
- Secun de la Rosa como Satur
- Carla Nieto como Pilar Gabaldón
- Goya Toledo como Carmen Castro
- Leticia Sabater como Funcionaria prisión
- Miguel Hermoso Arnao como Cánepa
- Manolo Solo como Fontenla

## Producción
Inspirado en los hechos que se relatan en el libro de Trece rosas rojas de Carlos Fonseca sobre la historia de Las Trece Rosas, el guion es del escritor Ignacio Martínez de Pisón.
Ha sido rodada en diversas localidades y provincias en Segovia en Vegas de Matute; en la provincia de Toledo; y en la comunidad de Madrid: en la capital y en Alcalá de Henares.

## Premios y nominaciones
En el 14 de septiembre de 2007, fue preseleccionada por la Academia Española de Cine con otras dos, Luz de domingo y El orfanato, para representar a España en los premios Oscar. Sin embargo, esta misma entidad anunció el día 27 del mismo mes que la elegida definitivamente para dicha carrera sería El orfanato.

### XXII edición de los Premios Goya
| Categoría                     | Persona                                   | Resultado |
| ----------------------------- | ----------------------------------------- | --------- |
| Mejor película                | Mejor película                            | Nominada  |
| Mejor director                | Emilio Martínez-Lázaro                    | Nominado  |
| Mejor actor de reparto        | José Manuel Cervino                       | Ganador   |
| Mejor actriz revelación       | Nadia de Santiago                         | Nominada  |
| Mejor guion original          | Ignacio Martínez de Pisón                 | Nominado  |
| Mejor música original         | Roque Baños                               | Ganadora  |
| Mejor fotografía              | José Luis Alcaine                         | Ganadora  |
| Mejor montaje                 | Fernando Pardo                            | Nominada  |
| Mejor dirección artística     | Eloy Hidalgo                              | Nominada  |
| Mejor dirección de producción | Martín Cabañas                            | Nominada  |
| Mejor diseño de vestuario     | Lena Mossum                               | Ganadora  |
| Mejor maquillaje y peluquería | Mariló Osuna Almudena Fonseca José Juez   | Nominados |
| Mejores efectos especiales    | Pau Acosta Raúl Ramanillos Carlos Lozano  | Nominados |
| Mejor sonido                  | Carlos Bonmati Alfonso Pino Carlos Farudo | Nominados |